# In Circles
«In Circles» es el sencillo promocional del exitoso tema de Sunny Day Real Estate incluido en su primer trabajo, Diary de 1994. Sub Pop fue la discográfica que se encargó de distribuir este material.

## Listado de canciones
1. In Circles (radio edit)
2. Rodeo Jones
3. No. 9
4. 48 (original version)
5. In Circles (versión álbum)

- Datos: Q12176469